# ميك بيتس
ميك بيتس (بالإنجليزية: Mick Bates)‏ (19 سبتمبر 1947 في المملكة المتحدة - 12 يوليو 2021) هو لاعب كرة قدم بريطاني في مركز الوسط. لعب مع برادفورد سيتي وليدز يونايتد ونادي دونكاستر روفرز ونادي والسول.

## وصلات خارجية
- ميك بيتس على موقع قاعدة بيانات كرة القدم.إي يو (الإنجليزية)
- ميك بيتس على موقع عالم كرة القدم.نت (الإنجليزية)